# ナッセル・ジガ
ヤクーバ・ナッセル・ジガ（フランス語: Yacouba Nasser Djiga, セルビア語: Јакуба Насер Ђига、2002年11月15日 - ）は、ブルキナファソとセルビアのサッカー選手。ブルキナファソ代表。ポジションはディフェンダー。

## 経歴
2021年6月19日、FCバーゼルと4年契約を締結した。
2022年8月28日、ニーム・オリンピックに1年契約でレンタル移籍した。
2023年9月4日、レッドスター・ベオグラードに1年契約でレンタル移籍した。
2024年5月22日、レッドスターに完全移籍し4年契約を締結した。
2025年2月3日、ウルヴァーハンプトン・ワンダラーズFCと5年半契約を締結した。